# Euthyroides episcopalis
Euthyroides episcopalis is een mosdiertjessoort uit de familie van de Euthyroididae. De wetenschappelijke naam van de soort is voor het eerst geldig gepubliceerd in 1852 door Busk.